# Ronda Manufacture Horlogère
Ronda Manufacture Horlogère (Manufactura Relojera Ronda en español) es una empresa suiza, fundada en 1946 por William Mosset, que desarrolla y fabrica movimientos para la industria relojera mundial. Es propiedad (década de 2020) de la segunda generación de la familia Mosset. En 2018 empleaba a unas 1500 personas en todo el mundo.

## Historia
La empresa fue fundada en 1946 en Lausen, en el cantón de Basilea-Campiña, por William Mosset, quien hasta entonces trabajaba para Oris como mecánico de precisión y técnico en relojes y máquinas.
A pesar del difícil entorno económico de la relojería suiza y de la legislación proteccionista, la empresa logró encontrar un lugar durante los años 1950 y 1960 para afirmarse como una firma importante en el sector. Su producción de movimientos a principios de los años 1970, de unos 7 millones de unidades, representaba así alrededor del 10 % del mercado suizo y alrededor del 5 % del mercado mundial. Su estrategia, desde el principio, consistió en concentrarse en unos pocos calibres básicos y producirlos en grandes series. Posteriormente se especializó en productos de gama baja y media.
En la década de 1990, era el segundo o el tercer productor suizo de movimientos después de ETA SA y de Ébauches électroniques Marin (SMH) y el tercer productor europeo detrás de SMH y de France Ébauches. En aquella época trabajaba en especial para Gucci.
A finales de la década de 2010 era propiedad de la segunda generación de la familia Mosset.

### Número de empleados
- 2018: 1.500[6]
- 2010: aproximadamente 1.500[7]
- 1991: 800[8]
- 1987: 550[9]
- 1975: 600[10]
- 1971: 900[2]

### Facturación
- 1990: 65[8] o 90[3] millones de francos suizos, de los cuales más del 50 % procedieron de Europa
- 1971: 40 millones de francos suizos[2]

## Productos
La manufactura de Ronda produce sobre todo mecanismos de relojería, principalmente de cuarzo (producción de unos veinte millones de unidades en 2016) para relojes de pulsera.
En 1990, lanzó un calibre con reserva de cuerda para una semana, dirigido principalmente a empresarios. En 1991, en el Baselworld, presentó un reloj cuya batería, inspirada en las utilizadas en los marcapasos, tenía una vida útil de al menos 20 años.
Tras abandonar los movimientos mecánicos en los años 1980 debido a la crisis del cuarzo, regresó a este mercado en 2016 desarrollando su propio diseño. La producción de estos movimientos mecánicos ascendió a varios cientos de miles de unidades en 2020.

## Lugares de producción
En 2010, la empresa tenía, además de su fábrica y oficina central ubicadas en Lausen, una planta de montaje en Stabio, en el cantón del Tesino, una fábrica de decoletaje (producción de engranajes) en Court, en el cantón de Berna y, desde 1990, una fábrica cerca de Bangkok en Tailandia.